# فدراسیون جهانی شمشیربازی

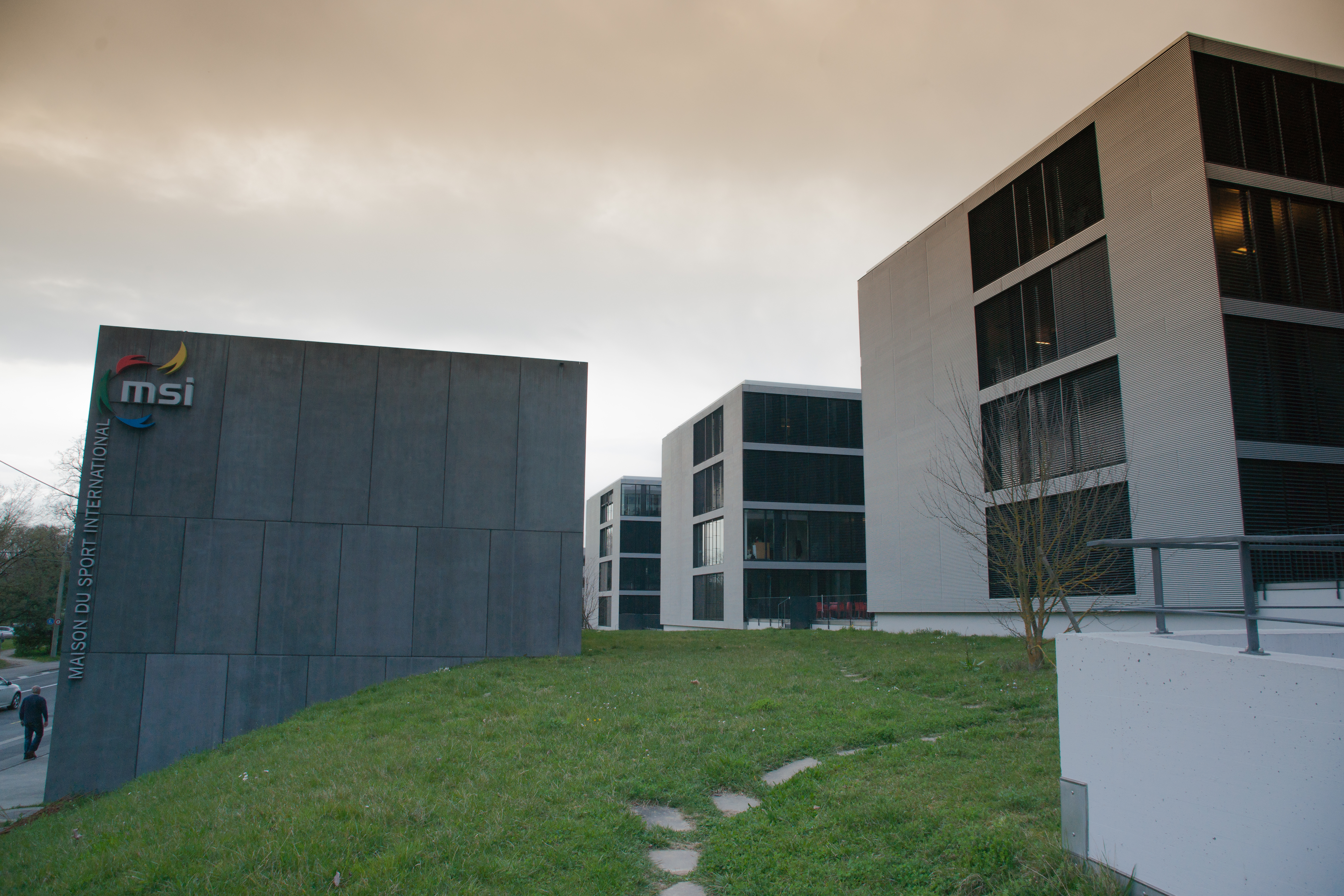
مقر فدراسیون جهانی شمشیربازی در Maison du Sport International در لوزان

فدراسیون جهانی شمشیربازی ([Fédération Internationale d'Escrime] Error: {{Lang}}: متن دارای نشانه‌گذاری ایتالیک است (راهنما)) نهاد اداره‌کننده مسابقات شمشیربازی در سطح جهان است.
این سازمان در سال ۱۹۱۳ تأسیس شده و مقر آن لوزان، سوئیس است.